# Pasul Pohoniș
Pasul Pohoniș, este o trecătoare situată pe prelungirea DJ176A la 1225 m altitudine aflată între Obcina Feredeului – situată la sud-vest și Obcina Brodinei – situată la nord-est, ce leagă valea Suceavei de ce a Brodinei.
Trecătoarea unește comunele Izvoarele Sucevei și Brodina, ambele din județul Suceava.

## Date geografice
Trecătoarea este situată pe culmea dintre vârfurile Pohoniș (1361 m altitudine, aflat la NE) și Hreben (1406 m altitudine, aflat spre S), între localitățile Izvoarele Sucevei (aflat spre VNV) și Brodina de Sus (aflat la NE).
Drumul care traversează pasul este nemodernizat. și nu este încadrat ca drum public, fiind folosit pentru traficul forestier și pentru legătura dintre cele două sate.
Cele mai apropiate stații de cale ferată sunt la Pojorâta, respectiv la Brodina și Molodovița, pe liniile secundare 502 respectiv 515 și 514.
Cel mai apropiat aeroport se află la Suceava.
În arealul comunei Izvoarele Sucevei se mai află trecătorile Izvor și Cârlibaba, iar în apropiere se află pasurile Pasul Mestecăniș – spre sud, Pașcanu  și Curmătura Boului – spre sud-est, Prislop – spre vest și Ciumârna – spre est.

## Obiective turistice de interes situate în apropiere
- Cheile Lucavei
- Cheile Tătarcei
- Mănăstirea Moldovița
- Tinovul Găina - Lucina
- Rezervația Răchitișul Mare
- Piatra Țibăului